# Kancelaryjny system tradycyjny

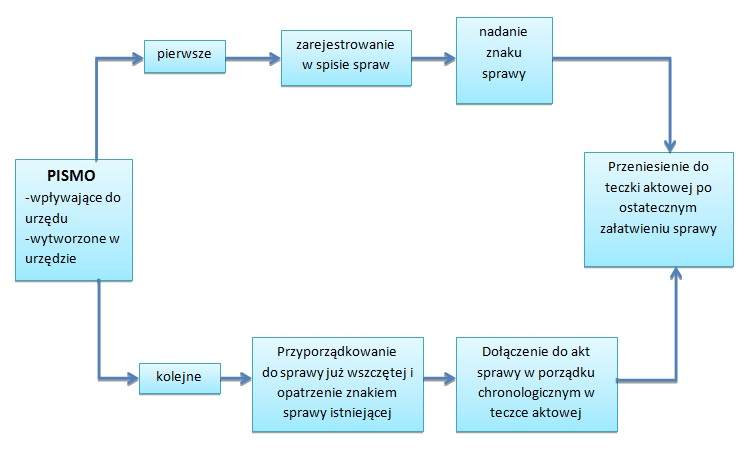
Obieg pisma w systemie tradycyjnym

System tradycyjny – system wykonywania czynności kancelaryjnych, dokumentowania przebiegu załatwiania spraw, gromadzenia i tworzenia dokumentacji w postaci nieelektronicznej, z możliwością korzystania z narzędzi informatycznych do wspomagania procesu obiegu dokumentacji w tej postaci.
- Jest to jeden z dwóch systemów, w jakich podmiot wykonuje czynności kancelaryjne (drugi to system EZD).
- Decyzję o wyborze systemu wykonywania czynności kancelaryjnych jako podstawowego sposobu dokumentowania przebiegu załatwiania i rozstrzygania spraw dla danego podmiotu podejmuje kierownik podmiotu tj. wójt (burmistrz, prezydent miasta), przewodniczący zarządu związku między gminnego, starosta, marszałek województwa, wojewoda oraz pozostałe organy zespolonej administracji rządowej w województwie, jeżeli te organy nie są obsługiwane przez urząd wojewódzki.
- Decyzja o wyborze danego systemu wykonywania czynności kancelaryjnych nie musi dotyczyć wszystkich spraw załatwianych w urzędzie, istnieje możliwość stosowania wyjątków od podstawowego sposobu dokumentowania przebiegu załatwiania i rozstrzygania spraw, które wskazuje kierownik podmiotu.